# Cercopithecus nictitans
Cercopithecus nictitans (Мавпа білоноса) — вид приматів з роду Мавпа (Cercopithecus) родини мавпові (Cercopithecidae).

## Опис
Є разюча, яскрава біла пляма на носі. Хутро дрібно плямисте, темно-оливкове і чорно-сіре зверху, у той час як кінцівки, черево і хвіст чорні. Довжина голови й тіла: 43-70 см, вага самиць: 4.3 кг, самців: 6,7 кг.

## Поширення
Країни поширення: Камерун, Центральноафриканська Республіка, Конго, Демократична Республіка Конго, Кот-д'Івуар, Екваторіальна Гвінея, Габон, Ліберія, Нігерія. Він присутній в низовинних і гірських тропічних вологих лісах, галерейних лісах і вторинних лісах; менш поширений в болотних лісах.

## Стиль життя
Галаслива і товариська, деревна мавпа. Живе в групах від 12 до 30 тварин, які містять одного дорослого самця, кількох самиць і їх молодь. Цей вид часто зустрічається в тісних зв'язках із спорідненими видами такими як Cercopithecus pogonias, утворюючи великі групи змішаних видів. Хоча основна частина дієти складається з фруктів, насіння і листя, також споживаються комахи і сільськогосподарські культури. Як і багато інших плодоїдних мавп, C. nictitans ймовірно відіграють велику роль у поширенні насіння. Відомі хижаки: Panthera pardus, Stephanoaetus coronatus, Homo sapiens.
Розмноження, ймовірно, відбудеться протягом року, самиці народжують одне маля після періоду вагітності близько п'яти або шести місяців. Довголіття в дикій природі не відоме але, ймовірно, 20 років. У полоні може жити до 31 року.

## Загрози та охорона
Цьому виду може локально загрожували, особливо на заході ареалу, знищення природного середовища існування в результаті збезлісення для деревини і сільськогосподарських земель. Полювання на м'ясо.  залишається поширеним явищем в західних, центральних і східних частинах ареалу.
Це вид занесений в Додатка II СІТЕС. Мешкає в кількох охоронних територіях.